# Maja (rivier)
De Maja (Russisch: Майя, of Мая) is een rivier in de kraj Chabarovsk en Jakoetië in Rusland. Het is een rechter zijrivier van de Aldan en maakt deel uit van het stroomgebied van de Lena. Ze is 1053 kilometer lang en het stroomgebied is 171 000 km² groot. De bron ligt in het Dzjoegdzjoergebergte, de monding nabij Oest-Maja.
De Maja is ijsvrij tussen mei en eind oktober. De Joedoma is een van de belangrijkste zijrivieren van de Maja. De rivier is in de onderste 500 km bevaarbaar.